# ヤブマメ
1. 実の写真
2. 調理例の写真

ヤブマメ（藪豆・薮豆、学名: Amphicarpaea edgeworthii）はマメ科の一年草で、蔓性植物である。ギンマメ（銀豆）、アハ豆（アイヌ語: アハ / aha）とも呼ばれる。日本、中国原産で、中国・インド・日本・韓国・ロシア・ベトナムに分布している。近縁種のホッグピーナッツ（A. bracteata）と同じくヤブマメ属に分類される。
花期は9-10月で、葉脇から総状花序と、少数だが花弁がない閉鎖花をつける。実（豆果）は主に閉鎖花にでき、莢の中に3個前後の種子を収める。地上花に加え、地下にも閉鎖花をつけて結実する。地下の豆果は1種子のみだが、種子自体は地上のものよりも大きい。

## 名称
和名藪豆は、その蔓性から、藪の植物と群生していたためと言われている。

## 系統分類
かつては大橋広好によりアメリカ産のホッグピーナッツ（A. bracteata)の地理的亜種（A. bracteata (L.) Fernald subsp. edgeworthii）とされていたが、花粉形態及び分子系統解析により、別種Amphicarpaea edgeworthiiとして改められた。

### 変種
かつては、ヤブマメ（var. japonica）とウスヤブマメ（薄藪豆・薄薮豆、var. trisperma）とに分けていたが、現在は分けない。

## 利用
アイヌは地下の果実をaha（アハ）（北海道西部）もしくはeha（エハ）（北海道東部）と呼び、米や粟と一緒に炊くなどして食用していた。秋、地上の葉が枯れた後、もしくは春の発芽前に根元を掘り起こして採集する。一冬越した春のもののほうが甘みが出て美味しいとされる。